# Skærup
Skærup er en lille by i Sydjylland med 659 indbyggere  (2024). Skærup er beliggende tre kilometer vest for Børkop og ni kilometer sydøst for Vejle. Byen tilhører Vejle Kommune og er beliggende i Region Syddanmark.
Den hører til Skærup Sogn, og Skærup Kirke samt Skærup Zoo ligger nær byen.